# Молоко (клуб)

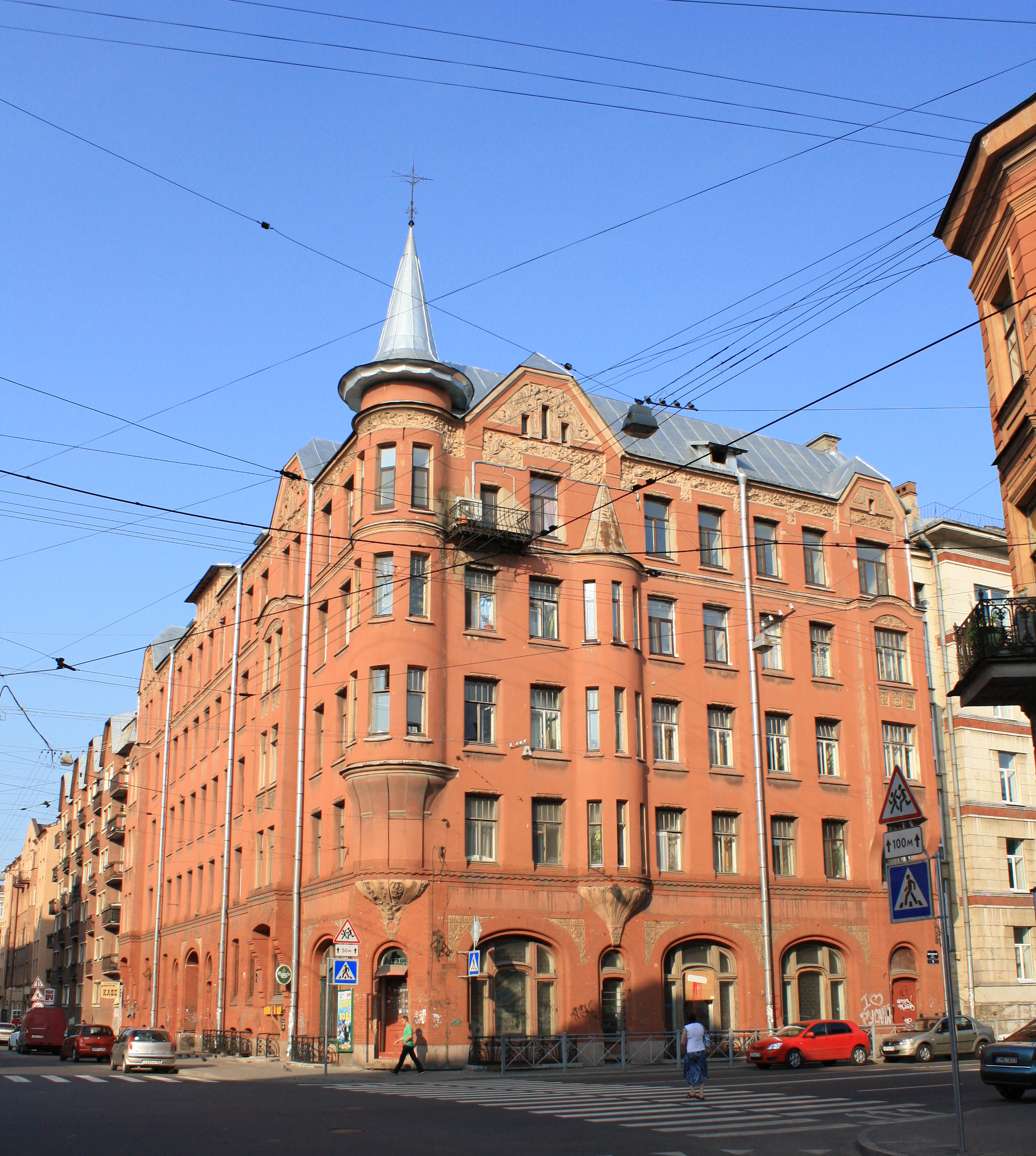
Доходный дом архитектора Карла Шмидта, в котором находилось «Молоко»

Молоко — рок-клуб, открывшийся 29 ноября 1996 году в Санкт-Петербурге на месте «Театра на Перекупном» в подвале на углу Перекупного переулка и улицы Херсонской в здании бывшего собственного доходного дома архитектора К. К. Шмидта. За некоторое время до первого концерта в клубе в соседнем дворе обнаружили старую металлическую вывеску «Молоко». Вывеска была повешена на сцене клуба и стала впоследствии его названием.
Клуб Молоко упоминается как место, куда ходят герои flash-мультфильмов «Масяня», под вымышленным названием «Кефир», но аналогия образа места, интерьера, антуража, музыкантов и т.п. — очевидна.
20 октября 2005 года прошёл последний концерт в «Молоке», после чего клуб закрылся из-за противостояния с администрацией Санкт-Петербурга. В настоящее время на его месте находится кафе «Старый Ташкент».